# Ozarba phaea
Ozarba phaea is een vlinder van de familie van de uilen (Noctuidae). De wetenschappelijke naam van deze soort is voor het eerst voorgesteld als Metachrostis phaea door George Francis Hampson in een publicatie uit 1902.

## Verspreiding
De soort komt voor in het Afrotropisch gebied waaronder Saudi-Arabië, Soedan, Eritrea, Ethiopië, Somalië, Kenia, Tanzania, Namibië, Zimbabwe en Zuid-Afrika.

## Ondersoorten
- Ozarba phaea phaea Hampson, 1902 (Namibië, Zuid-Afrika)
  - = Ozarba phaea fuscata Mey, 2011
- Ozarba phaea ampullata Wiltshire 1988 (Saudi-Arabië, Ethiopië, Kenia, Tanzania)